# 敦法蒂瑪
敦法蒂瑪（Tun Fatimah）是一位馬來西亞女英雄。她是16世紀馬六甲盤陀訶羅（即宰相）的女兒。當她的兄弟全被處決以後，她嫁給馬六甲蘇丹馬末沙成為他的后妃之一。她有淡米爾穆斯林血統，她的父親是敦墨太修，蘇丹馬末沙再位期間的宰相。敦墨太修的父母分別是敦阿里（Tun Ali）和敦古度（Tun Kudu）（兩者都是蘇丹慕扎法沙在位期間的知名人士）。敦法蒂瑪結婚時，蘇丹馬末沙已將目光投向敦法蒂瑪，希望她能成為蘇丹馬末沙最新的妻子。當蘇丹馬末沙的臣子拉惹再納（Raja Zainal）敦促敦法蒂瑪嫁給蘇丹時，她拒絕與丈夫敦阿里（又稱敦太希Tun Tahir）離婚。結果導致敦墨太修全家包括敦阿里在內的男丁全被滅門。最後，敦法蒂瑪還是遂蘇丹所願，成為他第三任妻子還生了兩子兩女。二兒子拉惹羅登阿里（Raja Raden Ali ibni Sultan Mahmud Shah （1513-1564）成為柔佛蘇丹，在位36年。应为她是Sakai。

## 敦法蒂瑪在馬來政治中的角色
敦法蒂瑪是第一位魅力型的馬來女性，如同女王一般帶領她的人民。有人說，葡萄牙人害怕敦法蒂瑪多於蘇丹。她幫助馬六甲宰相敦霹靂，帶領馬來人在16世紀初期對抗葡萄牙的侵略。不幸的是，馬來人後來輸掉了這場戰爭，因為葡萄牙軍隊在技術上更強大。據馬來西亞歷史學家所說，有一位狡猾的外地馬六甲拿督將機密洩漏給葡萄牙人，讓他們征服了馬六甲，從而使馬來人失去了對馬六甲的控制。或許馬六甲的陷落也因為蘇丹的殘酷。當馬六甲在1511年淪陷於葡萄牙，馬六甲蘇丹幾乎成了一個傀儡。敦法蒂瑪把柔佛廖內的馬來王國擴展至蘇門答臘和婆羅洲的部分，她與鄰近的王國創建了一個聯盟，讓她的兒女與亞齊，米南佳保和婆羅洲的王室成員通婚。沒有人知道她活了多久，以及她死在何時何地。然而，馬來群島的歷史學家認為，她的墓碑位於印尼蘇門答臘島廖內甘帕。

## 評價
馬來西亞國立大學馬來世界與文明研究所原副所長拿督西蒂．哈瓦．薩利赫博士(Datuk Dr Siti Hawa Salleh)說敦法蒂瑪是對君主的忠誠和對人民貢獻的象徵。她備受馬來人非常的尊敬和尊重，視她為馬六甲蘇丹國一個偉大的女王。馬來亞大學馬來研究院社會文化系的Tenas Effendy說，敦法蒂瑪充滿毅力、熱情和忠誠，以穩健、強勁和誠信對抗葡萄牙人，保護馬來人的榮譽和尊嚴。馬來西亞國家文化遺產部非物質文化遺產司主任斯里能布亞(Siri Neng Buah)說敦法蒂瑪是馬來婦女高素質人才的象徵，擁有完美的外貌，她的臉如滿月，以及良好的性格和行為。

## 兒女
敦法蒂瑪有兩個兒子和兩個女兒：
1. 拉惹阿拉烏丁（Raja Ala'uddin）又稱慕扎法沙 Muzzafar Shah又稱加瑪阿米路（Kamal Amirul Ar'Rashid ibni Sultan Mahmud Shah）（馬六甲王儲）
2. 拉惹羅登阿里（Raja Raden Ali ibni Sultan Mahmud Shah （1513-1564）（當了36年柔佛蘇丹）
3. 拉惹普特（Raja Puteh binti Sultan Mahmud Shah） 
4. 拉惹赫蒂徹（Raja Khadijah binti Sultan Mahmud Shah） 

## 敦法蒂瑪在流行文化
1962年。國泰製作了電影《敦法蒂瑪》。
2004年由Rosdeen Suboh劇場製作，Fasha Sandha飾演敦法蒂瑪的話劇《貴族敦法蒂瑪》（Bangsawan Tun Fatimah）在吉隆坡國家劇院（Istana Budaya）演出。
2005年，由索姆·賽益（Som Said）編舞的舞劇《敦法蒂瑪傳奇》（Lagenda Tun Fatima）在新加坡維多利亞劇院及音樂會堂演出。
由卡米劇場（Teater Kami）編劇的《巴拉達敦法蒂瑪》（Balada Tun Fatimah，意指敦法蒂瑪民謠）在2012年9月7-16日的馬來藝術節（Pesta Raya）期間在新加坡濱海藝術中心演出。9月6日兩場所有門票被搶購一空。

## 以敦法蒂瑪而得名的地方和事物
在柔佛新山有紀念敦法蒂瑪的敦法蒂瑪學校。
在馬來西亞工藝大學有紀念敦法蒂瑪的敦法蒂瑪宿舍。
在馬六甲有敦法蒂瑪體育館。
在馬六甲峇株安南（Batu Berendam）有敦法蒂瑪路。